# Fattore neurotrofico cerebrale
Il fattore neurotrofico cerebrale o fattore neurotrofico derivato dal cervello (sigla: BDNF, dall'inglese Brain-Derived Neurotrophic Factor) o abrineurina, è una proteina che, nell'Uomo, è codificata dal gene BDNF.
Il BDNF è un membro della famiglia dei fattori di crescita delle neurotrofine e agisce su alcuni neuroni del sistema nervoso centrale e del sistema nervoso periferico, aiutando a sostenere la sopravvivenza dei neuroni esistenti e incoraggiando la crescita e la differenziazione di nuovi neuroni e sinapsi.  Questo effetto è stato osservato nei neuroni sensoriali presenti nella spina dorsale dell'embrione di pollo (Barde et al., 1982) e nei neuroni sensoriale nel ganglio della radice dorsale (Acheson et al., 1995), dell'ippocampo e nei neuroni corticali (Huang e Reichardt, 2001).
Il BDNF è importante anche per la memoria a lungo termine. Sebbene la stragrande maggioranza dei neuroni nel cervello dei mammiferi si formi prenatalmente, parti del cervello adulto mantengono la capacità di far crescere nuovi neuroni dalle cellule staminali neurali attraverso la neurogenesi. Le neurotrofine sono proteine che aiutano a stimolare e controllare proprio la neurogenesi, essendo la BDNF una delle più attive.

## Presentazione
Il BDNF è stato isolato per la prima volta dal cervello di maiale nel 1982 da Yves-Alain Barde e Hans Thoenen. Da un punto di vista storico, è stato il secondo fattore neurotrofico a essere caratterizzato dopo il fattore di crescita nervosa, scoperto intorno al 1951 da Rita Levi-Montalcini.
Il BDNF, all'interno dell'encefalo, ha un'alta espressione (e dunque una vasta presenza) nell'ippocampo, nella corteccia e nel prosencefalo, aree vitali per l'apprendimento, la memoria e il pensiero. Il percorso TrkB è associato al fattore BDNF (Howells et al., 2000; Kang e Schuman, 1995; Kang et al., 1997; Minichiello, 2009; Patterson et al., 1996; Yamada e Nabeshima, 2003), mentre il percorso TrkA è associato all'NGF; pertanto, i due diversi fattori si legano a due diversi recettori transmembrana (i recettori sono strutture composte da proteine che ricevono "segnali" sottoforma di messaggi chimici). Il BDNF, oltre a attivare il percorso AtkB, attiva anche il percorso PI3 K e aumenta la fosforilazione (l'aggiunta di un gruppo fosfato a una proteina per regolarla) di una particolare proteina, la cAMP Response Element-binding Protein, viene inibita l'apoptosi e la neurodegenerazione (Chen et al., 2015; Jain et al., 2013).
La co-iniezione sottocutanea del BDNF e del fattore neurotrofico ciliare CNTF migliora la rigenerazione dei neuroni motori (Mitsumoto et al., 1994), mentre la somministrazione per via virale del BDNF nell'ippocampo dei ratti ha migliorato la rigenerazione dei neuroni (Jeon et al., 2015); lo stesso effetto rigenerativo è stato osservato nello striato dei ratti affetti dalla malattia di Huntingon indotta attraverso la somministrazione di acido chinolinico (Kells et al., 2004), un metabolita neurotossico del triptofano. L'iniezione di BDNF ha portato a riparazioni del nervo ottico nei conigli. In base agli esperimenti sugli animali, il BDNF ha effetti neurorigenerativi anche sul midollo cervicale spinale danneggiato (Gransee et al., 2015), sul nervo sciatico (Dadon.Nachum et al., 2012), sull'epitelio olfattivo (Frontera et al., 2015; Uranagase et al., 2012) e sul nervo del seno cavernoso del pene (Kim et al., 2012). Sono stati osservati effetti positivi nel comportamento dei ratti colpiti da ischemia cerebrale focale (Kurozumi et al., 2005). Infine, il BDNF migliora la proliferazione delle cellule staminali ematopoietiche e la loro vascolarizzazione (Shmelkov et al., 2005).
Nei topi knockout in cui il gene che esprime il BDNF è stato soppresso, si osserva una riduzione del numero dei neuroni sensoriali, ma non di quelli motori (Conover et al., 1995; Erickson et al., 1996; Ernfors et al., 1994a; Jones et al., 1994). I topi nati senza la capacità di sintetizzare il BDNF pertanto soffrono di difetti dello sviluppo nel cervello e nel sistema nervoso sensoriale e di solito muoiono poco dopo la nascita, suggerendo che il BDNF giochi un ruolo importante nel normale sviluppo neurale.
Il BDNF si ritrova anche nelle cellule staminali ematopoetiche nel midollo osseo e in simili cellule staminali mesenchimali, che poi si diversificano e specializzano in più tipi di cellule. Il BDNF è espresso anche nella retina, nei reni, nella prostata, nei motoneuroni, nei muscoli scheletrici e si trova anche nella saliva.
Tuttavia, la barriera emato-encefalica è un sistema di difesa tende a ostacolare l'ingresso di molte sostanze nel sistema nervoso centrale, per cui i fattori neurotrofici assunti dall'esterno vengono bloccati. Un farmaco usato come antidepressivo, il Citalopram (Celexa), aumenta i livelli di BDNF nel plasma sanguigno (Goekint et al., 2011; Haghighi et al, 2013; Ladea e Bran, 2013) e migliora la rigenerazione neuronale nei murini (un tipo di roditore) affetti da infarto ischemico (Espirera et al., 2013). Anche l'Ampakines aumenta i livelli di BDNF nel sangue (Lauterborn et al., 2009). Infine, anche la cistamina può aumentare i livelli di BDNF e si può potenzialmente usare per trattare la malattia di Huntington (Borrell-Pages et al., 2006). Il BDNF viene incrementato nel cervello anche attraverso il trapianto di cellule staminali nel midollo osseo e riduce il danno neuronale negli animali (Berg et al., 2015; Han et al., 2014; Schwerk et al., 2015).

## Legami con patologie
Il BDNF, se presente in livelli eccessivamente alti, porta anche alla proliferazioni di cellule cancerogene, per cui può portare al cancro al seno (Yin et al., 2015) e al cancro ai polmoni (Sinkevicius et al., 2014).
La riduzione del fattore BDNF è associata alla malattia di Alzheimer (Ferrer et al., 1999; Phillips et al., 1991), al Parkinson (Howells et al., 2000) e alla malattia di Huntington (Zuccato et al., 2001, 2003, 2008).
I regolatori dell'appetito, come la leptina, l'insulina (una proteina che scompone gli zuccheri complessi in zuccheri semplici) e il polipeptide pancreatico (PP) sono legati al fattore BDNF siccome una restrizione calorica eccessiva riduce i livelli di BDNF. Inoltre, bassi livelli di BDNF sono associati a disturbi alimentari come l'anoressia nervosa, la bulimia nervosa e il binge eating. Inoltre, i bassi livelli di BDNF causati da mutazioni genetiche (come la mutazione "polimorfismo p.Val66Met") sono associati all'obesità e iperfagia. Il fattore BDNF, a causa del suo nesso con l'obesità, può essere studiato per essere usato in una cura contro l'obesità. Anche la mutazione del recettore del BDNF, cioè il recettore AtkB, è correlato all'obesità.
Bassi livelli di BDNF sono correlati anche allo stress e depressione, in base agli esperimenti sui ratti; stress, ansia e depressione hanno anche un effetto negativo sulla neurogenesi nell'ippocampo siccome il BDNF è coinvolto nella neurogenesi. Esiste anche un nesso tra PTSD e BDNF siccome questo disturbo, se inculcato nei roditori, porta a una diminuzione del BDNF nell'ippocampo. L'uso di antidepressivi è correlato al ripristino dei livelli di BDNF e, in generale, l'assenza di stress (e dunque di cortisolo), ansia e depressione favorisce la neurogenesi.
Vari studi hanno mostrato possibili collegamenti tra BDNF e diverse condizioni patologiche quali depressione, schizofrenia, disturbo ossessivo-compulsivo, malattia di Alzheimer, malattia di Huntington, sindrome di Rett, demenza, anoressia nervosa e bulimia nervosa. Livelli aumentati di BDNF possono indurre un cambiamento in uno stato di ricompensa simile a dipendenza da oppiacei quando espresso nell'area tegmentale ventrale nei ratti.
In uno studio sui ratti, si è visto che livelli aumentati di BDNF possono indurre una modifica a uno stato di ricompensa del tipo oppioide-dipendente, quando espressi nell'area tegmentale ventrale dell'encefalo.